# Torre Mahou
El Edificio Alfredo Mahou, también conocido como Torre Mahou, es un rascacielos de Madrid (España). Es el decimoséptimo edificio más alto de la capital española con sus 85 metros de altitud y sus 29 plantas. Está ubicado en el complejo AZCA, muy cerca del desaparecido edificio Windsor y fue construido de 1987 a 1990. Su fachada está cubierta por cristal de color azul y morado. El edificio alberga oficinas de diferentes empresas, aunque ninguna de Adeslas, pese al logotipo en la parte superior del edificio, meramente publicitario. Hoy en día el logotipo es el de Mutua Madrileña.